# Programma Buran

Il logo del Programma Buran.

Il Buran (in russo Буран?, lett. "tormenta") fu un programma spaziale sovietico di spazioplano riutilizzabile, simile allo Space Shuttle della NASA. Il progetto iniziò nel 1976, il primo volo di una navicella ebbe luogo nel 1984, ma il programma fu cancellato nel 1992 con il crollo dell'Unione Sovietica. Con i suoi 16,4 miliardi di rubli, fu il più costoso e ambizioso programma spaziale dell'URSS.

## Sviluppo

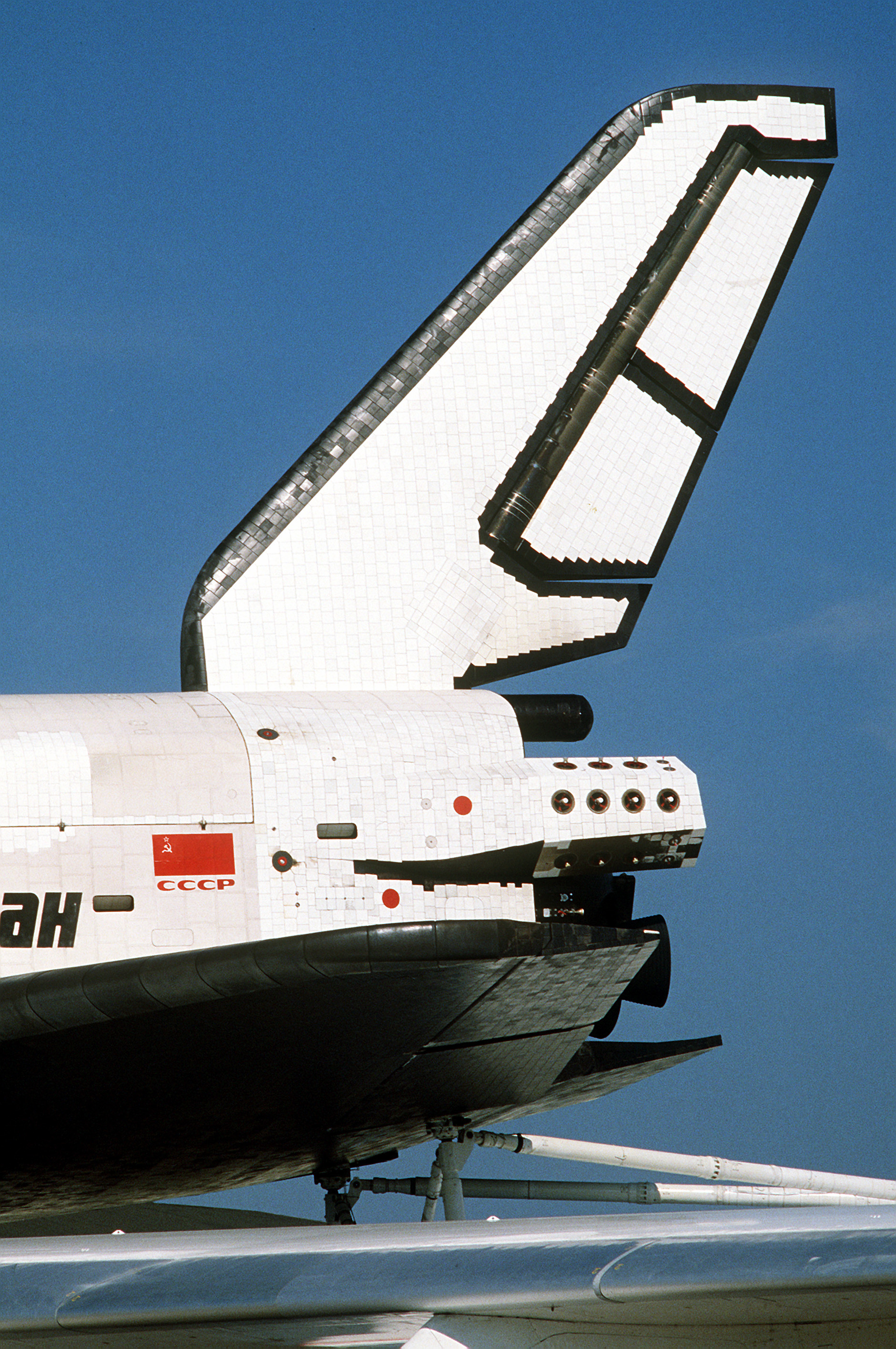
Forma della deriva nel Buran.

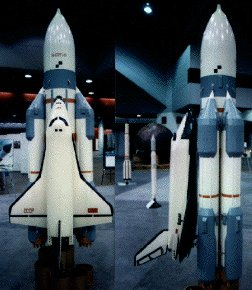
La navetta ed il razzo Energia, visti da due angolazioni diverse, in un modello.

Lo sviluppo del programma Buran iniziò nei primi anni settanta come risposta al programma Space Shuttle. Mentre gli ingegneri sovietici erano orientati verso un veicolo piccolo e leggero con corpo aerodinamico, la leadership militare spinse a favore di una controparte dello Shuttle statunitense con ali a delta con l'obiettivo di mantenere una sostanziale parità strategica tra le due superpotenze. I politici e i militari sovietici erano infatti convinti che lo shuttle statunitense venisse usato per scopi bellici, quindi lo consideravano una potenziale minaccia ai precari equilibri della guerra fredda.
La costruzione dei primi modelli di prova iniziò nel 1980 e nel 1984 venne completato il primo tester a grandezza naturale OK-GLI. Il primo volo suborbitale di un modello in scala venne effettuato nel luglio 1984. Successivamente presero il volo altri cinque modelli in scala che con il modello a grandezza naturale effettuarono decine di voli di prova. Il 15 novembre 1988 il Buran 1.01, prima e unica navetta completata, partì da Bajkonur per il suo unico volo orbitale, senza equipaggio a bordo e durato appena 206 minuti, conclusosi con un perfetto atterraggio automatizzato.
Il Buran fu il più costoso e ambizioso programma spaziale dell'Unione Sovietica. Si consideri infatti che nel progetto furono impiegate - in modo diretto o indiretto - più di 1 milione di persone in 1286 enti e aziende. Il costo totale del progetto si stima in circa 16,4 miliardi di rubli.
Nel 1992, la dissoluzione dell'Unione Sovietica causò la cancellazione del programma Buran e le navette allora in fase di assemblaggio vennero smantellate o semplicemente abbandonate. Il 12 maggio 2002 il crollo del soffitto dell'hangar a Bajkonur in cui era collocata causò la distruzione dell'unica navetta completa esistente.

Comparazione tra il Sojuz, lo Space Shuttle e il Buran-Energia.

L'unico esemplare di Buran rimasto quasi integro è il Buran 1.02, attualmente ricoverato a Bajkonur. Sono poi tuttora conservati diversi veicoli di prova, tra cui il tester statico OK-TVA, esposto nel parco fieristico VDNCh a Mosca, e il tester aereo OK-GLI, oggi al museo dello spazio di Spira, presso Francoforte sul Meno, dove fu trasportato nel 2008 con delle chiatte fluviali sul fiume Reno.

## Principali differenze tra i Buran e gli Space Shuttle
Poiché il Buran debuttò con alcuni anni di ritardo rispetto agli Space Shuttle statunitensi e data la notevole somiglianza tra le due navette, durante la guerra fredda si parlò di possibile spionaggio da parte dei sovietici. In realtà, nonostante l'aerodinamica esterna risulti la stessa, internamente i sistemi vennero progettati e sviluppati separatamente.
- Il Buran è stato progettato per effettuare missioni con e senza equipaggio umano e quindi in grado di atterrare autonomamente. In realtà non fu mai fatto volare con cosmonauti a bordo.
- L'orbiter non aveva un sistema principale di propulsione a razzo. La struttura cilindrica più grande era il razzo Energia, senza serbatoi di propellente esterni.
- Il Buran aveva quattro booster anziché due, che utilizzavano cherosene/ossigeno come propellente liquido (lo Space Shuttle utilizzava invece propellente solido per i due booster).
- Il razzo Energia era completamente riutilizzabile (nello Space Shuttle erano riutilizzabili il sistema di propulsione dell'orbiter e i due Solid Rocket Booster ma non il serbatoio centrale).
- Il Buran era in grado di portare in orbita 30 tonnellate (potendone riportare a terra 25), lo Shuttle 25 (15 riportabili a terra).
- Il Buran è stato progettato per essere trasportato alla rampa di lancio in posizione orizzontale su speciali vagoni ferroviari, per poi essere posto in posizione verticale presso il luogo del lancio. Ciò garantisce un più rapido trasporto rispetto allo Space Shuttle, che viene trasportato in posizione verticale e avanza molto lentamente.
- Il razzo Energia non era rivestito in schiuma (il distacco di una sezione di schiuma provocò la distruzione dello shuttle Columbia) e i suoi booster non erano costruiti in sezioni (rendendo impossibile un incidente analogo a quello del Challenger). Tuttavia il propellente liquido usato per i booster avrebbe potuto renderli più complessi da preparare al volo. I motori RD-170 dei booster utilizzavano ossigeno liquido e cherosene, analogamente ai motori F-1 del razzo lunare Saturn V, ma rispetto a questi avevano una potenza ed un'efficienza leggermente superiore.

## Dati tecnici della classe Buran
Analisi dei pesi
- Massa totale della struttura / Landing Systems: 42  t
- Massa dei sistemi funzionali e di propulsione: 33  t
- Massa del propulsore principale: 14,2 t
- Massimo carico: 30  t
- Massimo peso al decollo: 105  t

Dimensioni
- Lunghezza: 36,37 m
- Apertura alare: 23,92 m
- Altezza: 16,35 m
- Lunghezza del vano di carico: 18,55 m
- Diametro del vano di carico: 4,65 m

Propulsione
- Potenza totale dei motori orbitali: 17,6  t
- Impulso specifico dei motori orbitali: 362 s
- Impulso totale di manovra: 5 kg-sec
- Potenza totale del sistema di controllo a reazione: 14,87  t
- Impulso specifico RCS medio: 275-295 s
- Carico massimo di propellente: 14,5  t